# Windsor, Massachusetts

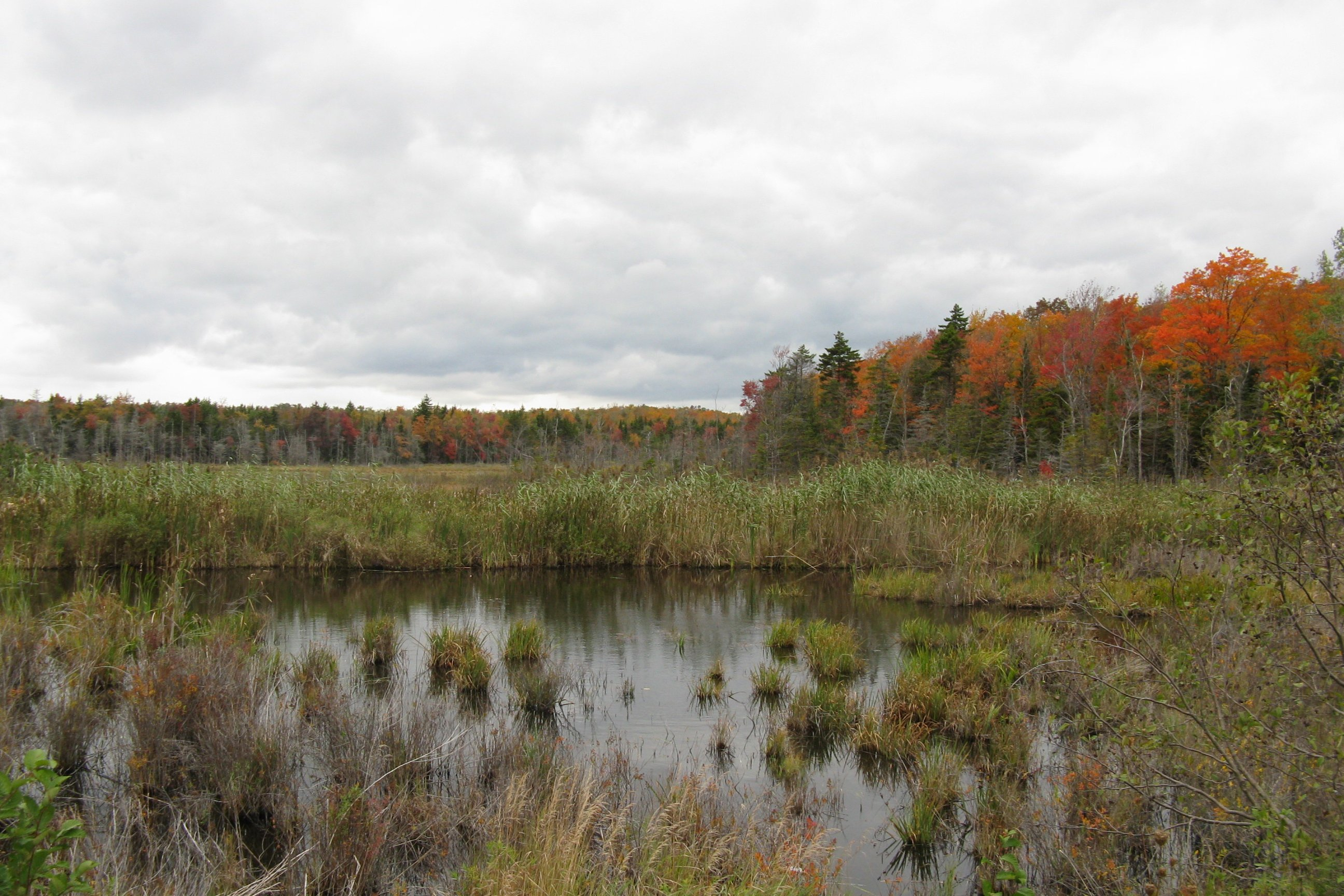

Windsor är en kommun (town) i Berkshire County i delstaten Massachusetts, USA med cirka 875 invånare (2000). Den har enligt United States Census Bureau en area på 91 km².